# Ilex ericoides
Ilex ericoides är en järneksväxtart som beskrevs av Ludwig Eduard Loesener. Ilex ericoides ingår i släktet järnekar, och familjen järneksväxter. Inga underarter finns listade i Catalogue of Life.